# Zastava Mestne občine Koper
Zastava Mestne občine Koper je pravokotne oblike v razmerju 1:2. Osnovna barva zastave je modra, na njej pa je na sredini upodobljeno sonce, ki je upodobljeno tudi na grbu občine.